# BVC Holyoke
BVC Holyoke (voluit Belfeldse VolleybalClub Holyoke) is een volleybalclub uit Belfeld, gemeente Venlo.
De club werd opgericht in 1975 en werd vernoemd naar Holyoke, het stadje in de Verenigde Staten waar de sport werd bedacht. De club telt circa 260 leden. Naast regulier volleybal biedt de vereniging de mogelijkheid voor zitvolleybal.
In 2001 fuseerde de club met de uit Steyl afkomstige vereniging JSS, waarvan een vijftigtal leden aansluiting zochten bij de club.
De club telt 2 zitvolleybalteams, 7 seniorenteams en 16 jeugdteams. Bekend lid is de zitvolleybalster Jolanda Slenter. De club speelt in sporthal de Hamar. De seniorenteams komen uit in de volgende klassen:
- Dames 1: 1e klasse F
- Dames 2: 2e klasse K
- Dames 3: 3e klasse T
- Heren 1: 2e klasse J
- Zitvolleybalteam: Eredivisie[1]

In november 2014 is het zitvolleybalteam genomineerd voor de titel Limburgse sportploeg van het jaar. Op 3 mei 2014 was het team landskampioen geworden; dit was voor de organisatie van de verkiezing reden voor de nominatie.